# 影响领域公司
影响领域公司（英語：Reach plc），1999年至2018年期间曾用名“三一镜报（Trinity Mirror）”，是英国一家报纸、杂志及数字出版商。它是英国最大的报业集团之一，旗下拥有全国性报纸《每日镜报》、《星期日镜报》、《星期日人民报》、《每日快报》、《星期日快报》、《每日星报》、《星期日每日星报》以及面向苏格兰地区的《每日纪事报》、《星期日邮报》和《OK!》杂志；而自收购本土世界后，该公司又获得了83份出版物的所有权。影响领域公司总部位于金丝雀码头，其公司股票在伦敦证券交易所上市。

## 公司历史
《每日镜报》由第一代诺思克利夫子爵艾尔弗雷德·哈姆斯沃思于1903年创建，其当时的办报宗旨是“专供女绅士阅读”。 1953年12月2日，当时名为“镜报集团报业公司（Mirror Group Newspapers）”的影响领域公司前身在伦敦证券交易所首次上市。 1958年，国际出版公司收购了镜报集团报业公司；而随后国际出版公司又于1970年被出版巨头公司里德国际收购。 1984年，罗伯特·麦克斯韦名下的培格曼控股从里德国际手里收购了《每日镜报》。 1991年，公司再度以“镜报集团（Mirror Group）”的名义上市。
1991年，镜报集团因涉嫌使用Adobe、Autodesk、微软等公司的盗版软件而受“安东·皮勒令”调查。但该调查行动因恰逢罗伯特·麦克斯韦逝世而推迟，但随后于1992年重启调查。根据调查报告显示，“在镜报集团，打个比喻说，大约800个软件程序中有700个被发现是非法的。”

1992年，镜报集团收购了“苏格兰与环球报业（Scottish & Universal Newspapers）”。1997年又收购了《伯明翰邮报》所属的报业公司。 1999年，《利物浦回声报》的母公司“三一国际控股（Trinity International Holdings）”与镜报集团完成合并，新公司被命名为“三一镜报”。

## 业务部门

### 新闻出版
影响领域公司的印刷发行部门——影响领域印刷公司（Reach Printing Services）——位于英国境内的9个出版站点为英国出版和发行36种主要报纸，这其中包括《每日镜报》、《星期日镜报》、《星期日人民报》、《每日纪事报》及包括为卫报媒体集团等其他报业公司所印刷的协议报刊。 而自从2010年从卫报媒体集团收购了部分报刊后，影响领域公司也开始在北英格兰及萨里郡和伯克郡拥有地方报刊。

### 数字出版
2013年，当时还称为“三一镜报”的影响领域公司试运营了两个内容网站和。是一个类似BuzzFeed的网站，专注于测验和Flash游戏；网站由B3ta网站的创始人罗布·曼努埃尔担任编辑并运行于Tumblr平台上。则专注于数据新闻并运行于WordPress平台。 但这两个网站都于2015年关闭。